# Il fantasma senza testa
Il fantasma senza testa (The Headless Ghost) è il trentasettesimo libro della serie Piccoli brividi dell'autore statunitense R. L. Stine.

## Trama
Duane Comack e la sua migliore amica Stephanie Alpert sono due dodicenni che adorano spaventare di notte i bambini del vicinato, tanto che sono conosciuti come "I flagelli di Wheeler Falls". Un altro loro passatempo è quello di partecipare alle visite guidate di una vecchia dimora, la "casa sulla collina" che si dice essere infestata dai fantasmi, nonché la principale attrazione turistica di Wheeler Falls. Le guide raccontano che la casa, costruita nel 1795, era la dimora di un capitano di nave, William Bell, che auspicava di andarci a vivere con la moglie Annabelle dopo un'ultima avventura in mare. Tuttavia il capitano morì proprio durante questa spedizione, e Annabelle abbandonò la dimora. Da allora si dice che il capitano Bell abbia infestato per anni l'abitazione sotto forma di fantasma. Un giorno, nel 1895, il fantasma decapitò un bambino di tredici anni di nome Andrew Crow che divenne il nuovo fantasma della casa, vagando per le sue stanze alla ricerca della testa perduta. Altri avvenimenti tragici sono poi avvenuti in quella casa.
Stanchi dei soliti scherzi, una sera i due decidono di esplorare la casa da soli e di cercare la testa del fantasma. Si uniscono allora a una visita guidata condotta da Otto, la loro guida preferita, e ad un certo punto si distaccano dal gruppo raggiungendo le stanze dell'ultimo piano, non comprese nella visita. Dopo un'esplorazione spaventosa ma inconcludente, i due sentono distintamente delle voci provenire da una stanza, che si rivela però essere stranamente vuota. Subito dopo, vengono recuperati da Otto che li riconduce dal gruppo, ora guidato da Edna, un'altra guida. Alla fine della visita i due vengono raggiunti da uno strano ragazzino che li aveva già fissati durante il giro. Questi si presenta come Seth e chiede loro se vogliono vedere un fantasma vero. Stephanie acconsente e Seth dà appuntamento ai due la sera successiva a mezzanotte, dopo la fine delle visite guidate.
La notte successiva, Seth fa entrare i due ragazzi nella casa da un'entrata di servizio. Dopo aver raccontato loro un'altra raccapricciante storia, li conduce in una dispensa e chiude la porta a chiave. Qui Seth afferma di essere in realtà Andrew, il fantasma decapitato. Dice a Duane di aver bisogno della sua testa, poiché quella che ha ora l'ha solo presa in prestito e dopo cento anni ha ormai rinunciato a trovare la sua originale. Mentre Duane e Stephanie cercano di sfuggirgli per impedirgli di staccare la testa di Duane, finiscono per far crollare una parete pericolante e scoprire una stanza segreta. Qui trovano infine la testa mozzata sul pavimento. Un fantasma decapitato scende improvvisamente dal soffitto e recupera la sua testa, ringraziando Duane e Stephanie.
Subito dopo, i ragazzi vengono raggiunti da Otto, che spiega loro la situazione. In realtà Seth è suo nipote e si stava solo prendendo gioco di loro spacciandosi per il fantasma. E naturalmente, non crede loro quando affermano di aver visto il fantasma vero. Dopo questi avvenimenti, Duane e Stephanie non tornano più alla casa per molto tempo. Alla fine però ne sentono la mancanza e così una sera tornano alla casa sulla collina. Otto e Edna sono molto felici di rivederli e Otto fa fare loro il giro della casa come in passato. Quando escono però, Duane e Stephanie vengono informati da un poliziotto che le visite alla casa sono finite ormai da mesi. I due si guardano alle spalle e, attraverso una finestra, vedono Otto e Edna galleggiare per aria: sono chiaramente spettri anche loro.

## Episodio TV
È stata realizzata una trasposizione televisiva che però presenta numerose differenze rispetto al racconto originale. In particolare:
- Nell'episodio televisivo Otto è l'unica guida della casa presente. Nel libro invece ve ne sono anche altre, tra cui la cordiale Edna, la quale è invece assente nell'episodio televisivo.
- Nel libro Duane viene descritto come un ragazzo coraggioso, anche se non quanto Stephanie. Nell'episodio televisivo è decisamente un fifone.
- Nel libro Seth ha la stessa età dei protagonisti. Nell'episodio televisivo è decisamente più grande.
- Nel libro Otto è un personaggio un po' inquietante ma a suo modo simpatico. Nell'episodio televisivo è molto più odioso e irascibile.
- Nell'episodio televisivo Otto si rivela essere proprio il fantasma del capitano di vascello ed ha il potere di far scomparire le persone dipingendo un loro ritratto, come cerca di fare con Stephanie che viene poi salvata da Duane. Nel libro non accade niente di tutto questo, dato che si rivela semplicemente essere un fantasma nel finale.
- Nell'episodio televisivo Seth si rivela essere un fantasma a sua volta. Nel libro non vi è conferma di questo.
- Il finale dell'episodio televisivo, in cui Otto mostra la casa a una coppia, probabilmente per mietere altre vittime, è del tutto assente nel libro.
- Nel libro, la storia del bambino che rimane intrappolato nel montavivande è diversa ed è assente il personaggio del bambino goloso di gelato, che nell'episodio televisivo si rivela poi essere Seth.

## Edizioni
- R. L. Stine, Il fantasma senza testa, traduzione di Cristina Scalabrini, collana Piccoli brividi, Arnoldo Mondadori Editore, 1999,  p. 143, ISBN 88-04-44628-5.